# PIECE OF MY WISH
「PIECE OF MY WISH」（ピース・オブ・マイ・ウィッシュ）は今井美樹の7枚目のシングルで、1991年11月7日にフォーライフ・レコードから発売された楽曲である。今井のシングルとしては初のオリコン1位を獲得し、ミリオンセラーとなった。

## 背景
表題曲は、今井自身が主演したTBS系金曜ドラマ『あしたがあるから』の主題歌に採用された。オリコン週間シングルチャートで1位となり、売上は125.4万枚を記録。1996年11月リリースのシングル「PRIDE」に次ぐ販売数となった。
作詞を手掛けた岩里祐穂はそれまでラブソングを主体に詞を書いていたが、この曲では恋愛のモチーフが全く入らない歌として初めて書いたと話しており、「もっと大きな世界観のもとで、元気を出そうとか、自分を信じようとか、悩みながらも前向きになれる歌を書きたかったので、それが出来たのは嬉しかったですね。そういう意味で大きな変換期になったと思います」と述べている。ちなみに岩里は当時妊娠8カ月の頃で、「陣痛、出産とともに世の中に出た歌ですね（笑）」と振り返っている。
2015年10月にはベスト・アルバム『Premium Ivory -The Best Songs Of All Time-』の発売を記念して、みんなの″願い″で作る「PIECE OF MY WISH」ビデオプロジェクトが企画され、リスナーから寄せられた画像とメッセージを基にした映像作品が制作された。また、同年の大晦日に放送された『第66回NHK紅白歌合戦』に出演し歌唱を披露した。
2020年8月8日に放送されたウィズコロナ・プロジェクト「みんなでエール」との連動音楽番組「ライブ・エール〜今こそ音楽でエールを〜」(NHK総合) に出演、指揮・編曲には千住明を迎え、東京フィルハーモニー交響楽団と共演した一夜限りの「PIECE OF MY WISH」スペシャル・パフォーマンスが披露された。

## 収録曲
| 全編曲: 佐藤準。 |                                     |                          |           |       |
| #                | タイトル                            | 作詞                     | 作曲      | 時間  |
| 1.               | 「PIECE OF MY WISH」                | 岩里祐穂                 | 上田知華  | 5:35  |
| 2.               | 「Tea for Two」                     | JOBIM TOM(訳詞:今井美樹) | JOBIM TOM | 3:31  |
| 3.               | 「PIECE OF MY WISH (Instrumental)」 |                          | 上田知華  | 5:32  |
| 合計時間:        | 合計時間:                           | 合計時間:                | 合計時間: | 14:45 |

## カバー
| 楽曲             | リリース      | アーティスト       | 収録作品                                                              | 備考                                                       |
| ---------------- | ------------- | ------------------ | --------------------------------------------------------------------- | ---------------------------------------------------------- |
| PIECE OF MY WISH | 1992年        | カレン・トン       | 広東語アルバム「First Love」                                          | 「情如夢」というタイトル                                   |
| PIECE OF MY WISH | 1992年        | 萬芳               | アルバム「真情」                                                      | 「思念」というタイトル                                     |
| PIECE OF MY WISH | 2002年        | SMOOTH ACE         | アルバム「Love Story〜Avec Piano〜」                                  |                                                            |
| PIECE OF MY WISH | 2003年        | 小柳ゆき           | アルバム「KOYANAGI the COVERS PRODUCT 2」                             |                                                            |
| PIECE OF MY WISH | 2007年        | 中西保志           | アルバム「STANDARDS 2」                                               |                                                            |
| PIECE OF MY WISH | 2008年        | 稲垣潤一           | シングル「思い出す度 愛おしくなる」                                   | 楽曲タイトルは、「PIECE OF MY WISH(Duet with 辛島美登里)」 |
| PIECE OF MY WISH | 2008年        | 稲垣潤一           | アルバム「男と女 -TWO HEARTS TWO VOICES-」                            | 楽曲タイトルは、「PIECE OF MY WISH(Duet with 辛島美登里)」 |
| PIECE OF MY WISH | 2009年        | マルシア           | アルバム「 エンカのチカラ -GORGEOUS 90's-00's-」                      |                                                            |
| PIECE OF MY WISH | 2009年        | デーモン小暮閣下   | アルバム「GIRLS' ROCK 〜Tiara〜」                                     |                                                            |
| PIECE OF MY WISH | 2009年        | 黒瀬真奈美         | アルバム「16才」                                                      |                                                            |
| PIECE OF MY WISH | 2011年        | 中村タイチ         | Instrumentalアルバム「Deja vu―回想録―」                               |                                                            |
| PIECE OF MY WISH | 2012年        | 青木隆治           | アルバム「VOICE 199X」                                                |                                                            |
| PIECE OF MY WISH | 2013年        | サンプラザ中野くん | Mプロジェクト名義のカバーアルバム「みんなの声～若いってすばらしい～」 | 間奏のギター演奏はパッパラー河合                           |
| PIECE OF MY WISH | 2014年        | 華原朋美           | アルバム「MEMORIES -Kahara Covers-」                                  |                                                            |
| PIECE OF MY WISH | 2015年        | 米倉利紀           | カバーアルバム「うたびと」                                            |                                                            |
| PIECE OF MY WISH | 2015年        | Ms.OOJA            | アルバム「THE HITS ～No.1 SONG COVERS～」                             |                                                            |
| PIECE OF MY WISH | 2015年        | Aldious            | アルバム「Radiant A」                                                 |                                                            |
| PIECE OF MY WISH | 2015年        | つるの剛士         | アルバム「つるのうた3」                                               |                                                            |
| PIECE OF MY WISH | 2016年1月20日 | 上野優華           | アルバム『U colorful』初回限定盤                                      |                                                            |
| PIECE OF MY WISH | 2016年        | 工藤あやの         | シングル「故郷さん、あいたいよ」特別編                                |                                                            |
| PIECE OF MY WISH | 2016年        | 森恵               | カバーアルバム『COVERS Grace of The Guitar+』                         |                                                            |
| PIECE OF MY WISH | 2018年9月19日 | 藤田麻衣子         | アルバム『惚れ歌』                                                    |                                                            |
| PIECE OF MY WISH | 2020年9月9日  | 咲妃みゆ           | アルバム『MuuSee』                                                    |                                                            |
| PIECE OF MY WISH | 2021年3月10日 | 木山裕策           | アルバム『ホーム&ライヴズ』                                           |                                                            |
| PIECE OF MY WISH | 2024年4月17日 | 倖田來未           | アルバム『UNICORN』                                                   |                                                            |

上表の他、作曲者の上田知華が2013年発売のアルバム「ゴールデン☆ベスト」のボーナストラックとして、セルフカバーしている（上田による今井美樹への提供作品の唯一のセルフカバー）。

## タイアップ
- 花王「ニュービーズ」（2025年2月 - ）[12]